# Geodena capitifera
Geodena capitifera là một loài bướm đêm trong họ Geometridae.